# ОШ „Стеван Сремац” Сурчин
ОШ „Стеван Сремац“ једна је од основних школа у општини Сурчин, насељу Добановци. Налази се у улици Маршала Тита 6.

## Историјат
Школа је први пут отворена за време митрополита Василија Јовановића-Бркића, 1735/1736. године, а највећим делом финансирана је од српске православне црквене општине. Први ученици су били свештеници, а забележено је да је 1753. године школу похађало 19 ученика, 17 буквараца и 2 часловца, чији је магистер био Јеврем Богданов.
Добановци су око 1770. године били граничарско село, па је школа у потпуности била вероисповедна и о њој је бринула искључиво црква. Године 1802. школе је имала 30 ђака, а учитељ у њој био је Лазар Бојић. Године 1830. подстојећа школа је адаптирана и налазила се одмах до цркве у Земунској улици. У периоду од 1840/1841. до 1871/1872. број ђака се кретао између 60 и 133. Године 1877/1878. почела је градња нове школске зграде, на плацу на коме се налазе данашњи школски објекти. Након завршетка Другог светског рата, школа је једно време радила као нижа гимназија, а канон тога као осмолетка. Школска настава одбијала се у малом простору зграде која је изграђена 1890. године и била је недовољна за број ученика који се кретао од 900 до 1300.
Током школске 1964/1965. године изграђена је нова зграда школе, са 9 учионица, а у то време њен директор био је Милутин Велимировић. Почетком осамдесетих година 20. века изграђена је зграда школске трпезарије. Због дотрајалости, срушена је школска зграда из 1890. године и почела изградња нове са 10 учионица, а у то време директор школе био је Петар ШојиЋ. Деведесетих година завршен је објекат нове школске зграде, која је повезана пасарелом са објектим изграђеним 1964. године. У школској 2013/14. години у школу је уписано 674 ученика, распоређених у 26 одељења.